# رايموند إل. أكوستا
رايموند إل. أكوستا (بالإنجليزية: Raymond L. Acosta)‏ هو قاضي أمريكي، ولد في 31 مايو 1925 في نيويورك في الولايات المتحدة، وتوفي في 23 ديسمبر 2014 في تشابين في الولايات المتحدة.